# Joos van Craesbeeck
Joos van Craesbeeck, född omkring 1606, död 1654-1661, var en flamländsk målare.
Craesbeeck anslöt sig konstnärligt till Adriaen Brouwer, vars folklivsmåleri han upptog. Hans bilder är ganska sällsynta. Två målningar, Lustigt sällskap och Kvacksalvaren, finns i Stockholms universitets samlingar.